# Karl Joseph Dietz
Karl Joseph Dietz (* 1772 in Wertheim; † 1845 in Darmstadt) war ein deutscher Jurist, Schultheiß und Landrat im neu errichteten Landratsbezirk Reinheim.

## Leben
Karl Joseph Dietz wurde als Sohn des Geheimrats Peter Christian Dietz und dessen Ehefrau Katharina Elisabetha Luther (1744–1762) geboren. Seine Taufpaten waren der Fürst Karl Thomas zu Löwenstein-Wertheim-Rochefort, in dessen Dienste sein Vater stand, und dessen Ehefrau Josepha. 1789 begann er gemeinsam mit seinem Bruder Hector ein Studium der Rechtswissenschaften an der Justus-Liebig-Universität Gießen.
Er trat in den hessischen Staatsdienst ein und wurde am 7. April 1798 Marschkommissar und Zentherr im Zent Ober-Ramstadt. In Reinheim und in Ueberau wurde ihm das Amt des Schultheißen übertragen
Unter Beibehaltung seiner Amtsgeschäfte wurde er am 28. November 1811 zum Justizamtmann im neu errichteten Amt Reinheim sowie zum hessischen Hoheitsregierungsbeamten über das im Besitz der Familie von Haxthausen befindliche Patrimonialgericht Georgenhausen ernannt.
Nach der Neuorganisation der hessischen Landesverwaltung kam Dietz 1821 in die Stellung eines Landrats im Landratsbezirk Reinheim. Seine Amtszeit dauerte zehn Jahre, denn 1831 stand wieder eine Reform der Verwaltung an. Zum 3. Mai 1832 wurde er in den Ruhestand verabschiedet.